# 1974 Голяма награда на Монако
1974 Голяма награда на Монако е 21-вото за Голямата награда на Монако и шести кръг от сезон 1974 във Формула 1, провежда се на 26 май 1974 година по улиците на Монте Карло, Монако.

## Репортаж
Имайки предвид проблемите на Лотус 76 за последните три състезания, Колин Чапман реши дa върне предшественика си 72E като Монако се счита за неподходящо място за разработването на 76. Въпреки това единствените други промени са отсъстващите отбори на Токен (които работят по повредения болид, докато Том Прайс е в Монако, но за състезанието от Формула 3) и Скудерия Финото (който търси пилот, след единственото участие на Жерар Ларус за тях в Белгия). Исо Марлборо са единствено с Артуро Мерцарио, а заводския отбор на Брабам са обратно с два болида. Първоначално Маки трябваше да направят дебюта си тук, но организаторите отхвърлиха поканата на японския тим.

### Квалификация
Ники Лауда продължи с блестящото си представяне във Формула 1, вземайки пол-позицията, три десети пред съотборника си Клей Регацони като Ферари-тата и техния им V12 двигател стои перфектно на уличното трасе. Трети се нареди Рони Петерсон, който се чувства комфортно с 72E отколкото със 76, докато Патрик Депайе победи за първи път своя съотборник в Тирел, Джоди Шектър за четвърта позиция. Жан-Пиер Жарие се нареди шести със своя Шадоу пред Карлос Ройтеман, Джеймс Хънт, Майк Хейлууд и Ханс-Йоахим Щук. Изненадващо Макларън-ите не бяха в най-добрата си форма като Дени Хълм и Емерсон Фитипалди (който имаше температура през всичките сесии) се класираха 12-и и 13-и зад БРМ на Жан-Пиер Белтоаз. Пилотите които не успяха на намерят място за състезанието са Гай Едуардс, Анри Пескароло и Рики фон Опел.

### Състезание
Проблемите на Съртис не спираха през целия сезон като този път Джон Съртис нямаше достатъчно резервни части да поправят болидите на Карлос Паче и Йохен Мас от което последния трябваше да се откаже, а Крис Еймън имаше сериозни неизправности по неговия болид и той също реши да се откаже. Заради тези отказвания, Едуардс и Пескароло бяха допуснати да се състезават. След това Депайе получи повреда в двигателя по време на сутрешната тренировка и докато стартовата решетка се нареждаше за старта, механиците все още работиха по болида. Накрая французина трябваше да се нареди последен, използвайки резервния 006.
Регацони успя да потегли по-добре от Лауда и пое колоната към Сен Девот. Жарие се нареди трети пред Шектър и Ройтеман, докато Хълм стана първата жертва след контакт с Белтоаз, от което повреди окачването след удар в стената. От самия контакт Виторио Брамбила удари Исо-то на Мерцарио, който от своя страна повлече със себе си Брайън Редмън и Паче, докато Тим Шенкен е ударен Верн Шупан, а Джаки Икс загуби предното си крило. Паче, Мерцарио и Редмън отпаднаха на място, докато Белтоаз, също въвлечен в инцидента и Брамбила прибраха болидите си в бокса. Предният нос на Инсайн-а на Шупан е сменен с нов, а Шенкен отпадна със счупен маслен радиатор.
Заради тази цяла суматоха се образува разлика между първите девет и десетия Фитипалди. Петерсон успя да си върне позицията си от Жарие и започна да притиска Лауда усилено като първите четирима от водещата група се откъснаха макар с малко от Ройтеман и Шектър, а Хейлууд изпревари Хънт за седма позиция, след което Ройтеман. Тогава в края на шестата обиколка Петерсон докосна мантинелата и се завъртя на последния вираж, изоставайки от Жарие, Шектър и Хейлууд, след което е ударен от Ройтеман. Изненадващо от удара Лотус-а на шведа остана непокътнат и той продължи надпревара в опит да си върне загубените позиции, докато Брабам-а на аржентинеца отпадна с повредено задно окачване.
Последваха още инциденти – Хейлууд и Шупан отпаднаха на едно и също място на Казиното заради разлято масло, докато Хънт и Щук се удариха на Мирабо, от което Марч-а на високия германец е повреден след удар с мантинелата, докато Хескет-а продължи с наклонено колело. Франсоа Миго се размина от челен удар на Сен Девот, но късмета му изневери на шикана малко по-късно. Главните претенденти обаче продължиха без проблеми, с Петерсон изпревари Шектър в 19-а обиколка, докато Жарие загуби контакт с Ферари-тата, след като е задържан от останалия в състезанието БРМ на Пескароло.
Тогава в 21-вата обиколка Регацони се завъртя, свличайки се до пета позиция, което остави Лауда да води пред Жарие и Петерсон. Четири обиколки по-късно шведа се справи с Шадоу-а на французина и започна да стопи разликата на австриеца, сведена до три секунди в 28-а обиколка. Хънт се присъедини към списъка с отпадналите със счупена полуоска, оставяйки само 12 пилота.
В 30-а обиколка Петерсон е точно зад Лауда, макар звука на V12 двигателя на австриеца да не звучи толкова добре. Две обиколки по-късно Ники паркира болида си със счупен стартер. Жарие получи същите проблеми, които сполетяха Лауда като е изпреварен от Шектър за вече втора позиция. Регацони остана на четвърта позиция, докато Фитипалди е под атаките на частния Брабам на Джон Уотсън за пета. Греъм Хил се движи седми с обиколка назад, Едуардс и Пескароло се бореха за осма позиция, а последен е Депайе след като Икс отпадна с проблеми по Косуърт-а.
Пескароло стана последния отпаднал с повредена скоростна кутия като от това само деветима финишираха състезанието. От тези които финишираха Петерсон взе първата си победа за сезона, победа която е приветствена радушно от Лотус-а. След завъртането си от което Рони се свлече до пета позиция, той с умерено и внимателно каране успя да спечели загубените си позиции, макар да е луд човек при изпреварванията. Шектър постигна втория си подуим на близо 20 секунди от Жарие, за когото това е първия му подиум и повдигайки духа на Шадоу, след неочакваната загуба на Питър Ревсън. Регацони завърши четвърти пред Фитипалди и Уотсън, докато Лоли-те на Хил и Едуардс завършиха заедно на седма и осма позиция. Депайе е последния финиширал с четири обиколки изоставане.

## Класиране
| Поз | No | Пилот             | Конструктор      | Обиколки | Време/Отпадане | Място | Точки |
| --- | -- | ----------------- | ---------------- | -------- | -------------- | ----- | ----- |
| 1   | 1  | Рони Петерсон     | Лотус-Форд       | 78       | 1:58:03.7      | 3     | 9     |
| 2   | 3  | Джоди Шектър      | Тирел-Форд       | 78       | + 28.8         | 5     | 6     |
| 3   | 17 | Жан-Пиер Жарие    | Шедоу-Форд       | 78       | + 48.9         | 6     | 4     |
| 4   | 11 | Клей Регацони     | Ферари           | 78       | + 1:03.1       | 2     | 3     |
| 5   | 5  | Емерсон Фитипалди | Макларън-Форд    | 77       | + 1 Об.        | 13    | 2     |
| 6   | 28 | Джон Уотсън       | Брабам-Форд      | 77       | + 1 Об.        | 23    | 1     |
| 7   | 26 | Греъм Хил         | Лола-Форд        | 76       | + 2 Об.        | 21    |       |
| 8   | 27 | Гай Едуардс       | Лола-Форд        | 75       | + 3 Об.        | 26    |       |
| 9   | 4  | Патрик Депайе     | Тирел-Форд       | 74       | + 4 Об.        | 4     |       |
| Отп | 15 | Анри Пескароло    | БРМ              | 62       | Ск.кутия       | 27    |       |
| Отп | 2  | Джаки Икс         | Лотус-Форд       | 34       | Двигател       | 19    |       |
| Отп | 12 | Ники Лауда        | Ферари           | 32       | Запалване      | 1     |       |
| Отп | 24 | Джеймс Хънт       | Хескет-Форд      | 27       | Полуоска       | 7     |       |
| Отп | 33 | Майк Хейлууд      | Макларън-Форд    | 11       | Инцидент       | 10    |       |
| Отп | 7  | Карлос Ройтеман   | Брабам-Форд      | 5        | Окачване       | 8     |       |
| Отп | 37 | Франсоа Миго      | БРМ              | 4        | Инцидент       | 22    |       |
| Отп | 22 | Верн Шупан        | Инсайн-Форд      | 4        | Инцидент       | 25    |       |
| Отп | 9  | Ханс-Йоахим Щук   | Марч-Форд        | 3        | Сблъсък        | 9     |       |
| Отп | 14 | Жан-Пиер Белтоаз  | БРМ              | 0        | Сблъсък        | 11    |       |
| Отп | 6  | Дени Хълм         | Макларън-Форд    | 0        | Сблъсък        | 12    |       |
| Отп | 20 | Артуро Мерцарио   | Исо Малборо-Форд | 0        | Сблъсък        | 14    |       |
| Отп | 10 | Виторио Брамбила  | Марч-Форд        | 0        | Сблъсък        | 15    |       |
| Отп | 16 | Брайън Редмън     | Шедоу-Форд       | 0        | Сблъсък        | 16    |       |
| Отп | 18 | Карлос Паче       | Съртис-Форд      | 0        | Сблъсък        | 18    |       |
| Отп | 23 | Тим Шенкен        | Троян-Форд       | 0        | Сблъсък        | 24    |       |
| НСт | 19 | Йохен Мас         | Съртис-Форд      |          |                | 17    |       |
| НСт | 30 | Крис Еймън        | Еймън-Форд       |          |                | 20    |       |
| НКв | 8  | Рики фон Опел     | Брабам-Форд      |          |                |       |       |

## Класирането след състезанието
| Поз | Пилот             | Точки |
| --- | ----------------- | ----- |
| 1   | Емерсон Фитипалди | 24    |
| 2   | Клей Регацони     | 22    |
| 3   | Ники Лауда        | 21    |
| 4   | Джоди Шектър      | 12    |
| 5   | Дени Хълм         | 11    |
| 6   | Рони Петерсон     | 10    |
| 7   | Жан-Пиер Белтоаз  | 10    |
| 8   | Карлос Ройтеман   | 9     |

| Поз | Конструктор   | Точки |
| --- | ------------- | ----- |
| 1   | Макларън-Форд | 37    |
| 2   | Ферари        | 30    |
| 3   | Тирел-Форд    | 16    |
| 4   | Лотус-Форд    | 13    |
| 5   | Брабам-Форд   | 10    |
| 6   | БРМ           | 10    |
| 7   | Марч-Форд     | 5     |
| 8   | Шадоу-Форд    | 4     |